# Albrecht von Schleswig-Holstein-Sonderburg
Albrecht von Schleswig-Holstein-Sonderburg (* 16. April 1585 auf Schloss Sonderburg, Sonderburg; † 20. April 1613 in Dresden) war ein Titularherzog aus dem Hause Schleswig-Holstein-Sonderburg-Glücksburg. Er lebte von 1604 bis zu seinem Tode als Gesellschafter bei seinen Vettern, dem sächsischen Kurfürsten Christian II. und dessen beiden Brüdern im Residenzschloss Dresden. Sein Sarg wurde 150 Jahre nach seinem Tode ohne nähere Veranlassung geöffnet und der Zustand des Leichnams dokumentiert. Der Feldharnisch des Herzogs Albrecht ist Teil der Sammlung der Rüstkammer im Dresdner Schloss.

## Leben
Albrecht war eines der 23 Kinder des Herzogs Johann dem Jüngeren von Schleswig-Holstein-Sonderburg (1545–1622) und der jüngste von 14 Geschwistern aus dessen erster Ehe mit Elisabeth von Braunschweig-Grubenhagen (1550–1586). Er trug den Titel eines Herzog von Schleswig-Holstein-Sonderburg und war potentieller Erbe von Norwegen. Zusammen mit seinen Brüdern wurde er im 19. Lebensjahr an das Collegium illustre im Tübingen geschickt, wo zwei Jahre verbrachte. Auf die 1603 vom sächsischen Kurfürsten Christian II. gestellte Bitte, anstatt des Herzogs Friedrich, der zuvor einige Zeit am Dresdner Hof gelebt hatte, einen anderen Verwandten aus dem Hause Schleswig-Holstein-Sonderburg für einige Zeit an seinen Hof zu entsenden, bestimmte Herzog Johann dafür Friedrichs jüngeren Bruder Albrecht. Nach einer Italienreise lebte Herzog Albrecht ab dem 13. Februar 1604 – mit einer Unterbrechung durch seine Teilnahme an einem Feldzug des Langer Türkenkrieges in Ungarn im Jahre 1605 – mit einem kleinen Hofstaat als Freund und Gesellschafter des Kurfürsten Christian II. (1583–1611) sowie dessen Brüdern Johann Georg (1585–1656) und August (1589–1615) am Dresdner Hof. Albrecht von Schleswig-Holstein-Sonderburg verstarb 28-jährig nach einem kurzen fiebrigen Krankenlager am 20. April 1613 in Dresden. Der Hofmedicus Georg Belzar fertigte dazu einen kurzen Bericht; ebenso der Hofprediger Daniel Heinchen, welcher Herzog Albrecht wegen des sich verschlechternden Zustands ab dem 17. April täglich am Krankenlager aufgesucht hatte.
Sein einbalsamierter Leichnam wurde in einem Zinnsarg durch einen vom Leibpagen Joachim Ernst von Weißbach als Freudenritter im Feldharnisch des Verstorbenen, einem Pistolenpaar in Holstern, einer mit Silber eingelegten Garnitur aus Rapier und Dolch sowie einem besticktes Wehrgehänge – ebenfalls aus dem Nachlass Albrechts – angeführten fürstlichen Leichenzug am 30. April 1613 in die kurfürstliche Grablege in der Kreuzkirche überführt. Die Leichenpredigten hielten die Hofprediger Daniel Heinchen und Matthias Hoë von Hoënegg.

## Sargöffnung und Beschädigung der Leiche

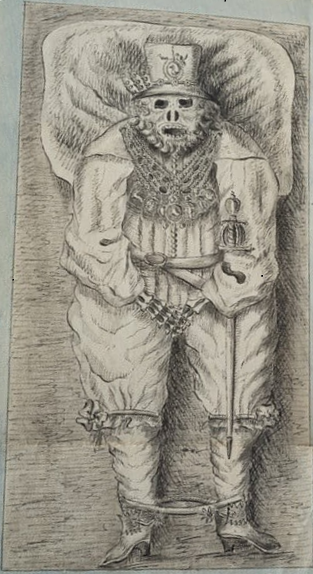
Zeichnung des Leichnams im Protokoll des Stadtschreibers Langbein vom 8. Juni 1764

Nach der 1760 während des Siebenjährigen Krieges erfolgten Zerstörung der Kreuzkirche begannen 1764 die Vorbereitungsarbeiten für den Wiederaufbau. Am 30. April 1764 wurden dabei rechtsseitig des früheren Altars zwei Gewölbe mit alten Begräbnissen durch die Abbrucharbeiter beschädigt und am 30. Mai durch Vertreter des Rates und den Superintendenten in Augenschein genommen. Am 8. Juni 1764 traf sich eine Kommission, bestehend aus dem Dresdner Bürgermeister, dem Ratsbaumeister, dem Superintendenten, dem Stadtschreiber Traugott Heinrich Langbein und Baugewerken in der Kirchenruine, um den schadhaften Zinnsarg mit den sterblichen Überresten des Albrecht von Schleswig-Holstein-Sonderburg zu öffnen. 
Der darin vorgefundene halbverweste Leichnam war reich geschmückt. Um den Hals des Toten befanden sich sieben Goldketten mit Gnadenzeichen und einer ebenfalls aus Gold gefertigten Medaille. An einem Zeigefinger der Leiche wurde ein diamantbesetzter Ring mit dem kursächsischen Wappen vorgefunden. Beim Versuch der Kommission, diesen Ring abzuziehen, fiel der Finger ab.
Über die Sargöffnung wurde ein Protokoll mit einer Zeichnung des Leichnams angefertigt, das im Stadtarchiv Dresden erhalten ist.

## Feldharnisch in der Rüstkammer
Der um 1610 in Nürnberg gefertigte Feldharnisch des Herzogs mit der Inventarnummer M 0113.01 ist in der Rüstkammer ausgestellt. Das 3,255 kg schwere Stück wurde aus Eisen getrieben und gebläut. Die Lederrienem sind mit gelbem Samt bezogen.